# Такэниси, Хироко
Хироко Такэниси (яп. 竹西 寛子 Такэниси Хироко, род. 11 апреля 1929 года) — японская писательница, член Японской академии искусств (с 1994). Основные сочинения: «Туда и обратно: размышления о японской классике» (往還の記 — 日本の古典に思う, 1964, премия Тосико Тамуры), посвящённый теме атомной бомбардировки роман «Праздник кангэнсай» (管絃祭, 1978, Литературная премия за лучшее женское произведение), рассказ «Казарма» (兵隊宿, 1981, премия Кавабаты), «Обмен подарками» (贈答のうた, 2003, премия Номы). На русский язык не переводилась.

## Биография
Родилась в пригороде Хиросимы в семье пивоваров. В 1942 году поступила в Хиросимскую префектуральную школу повышенной ступени. В последние годы войны была мобилизована на принудительные работы на военном заводе. Во время атомной бомбардировки Хиросимы находилась на расстоянии 2,5 км от эпицентра взрыва у себя дома, благодаря чему серьёзно не пострадала. Тем не менее многочисленные смерти близких и знакомых, которые ей пришлось пережить, стали впоследствии стержнем её литературного творчества. В 1952 году окончила филологический факультет Университета Васэда (отделение японской литературы). C 1957 года работала редактором в издательстве «Тикума сёбо». Дебютировала в те же годы как литературный критик. С 1962 года, оставив работу, занимается литературным трудом.